# Warwick Thornton
Pour les articles homonymes, voir Thornton.
Warwick Thornton est un réalisateur, scénariste et directeur de la photographie australien, né le 23 juillet 1970 à Alice Springs.
Son premier long métrage, Samson et Delilah, a remporté la Caméra d'or au Festival de Cannes 2009. Lors de la Mostra de Venise 2017, il reçoit le Prix spécial du jury pour Sweet Country.

## Filmographie

### Comme réalisateur
- 1996 : From Sand to Celluloid: Payback (aussi scénariste)
- 2002 : Mimi (aussi scénariste)
- 2005 : Green Bush (aussi scénariste)
- 2007 : Nana (téléfilm) (aussi scénariste)
- 2009 : Samson and Delilah (aussi scénariste)
- 2010 : Art+Soul (série télévisée)
- 2011 : Stranded
- 2013 : The Turning (segment Big World) (aussi scénariste)
- 2013 : The Darkside
- 2014 : Words with Gods (en)
- 2017 : Sweet Country
- 2023 : The New Boy

### Comme directeur de la photographie
- 1998 : Marluku Wirlinyi: The Kangaroo Hunters (téléfilm)
- 1998 : Radiance
- 1999 : Stone Forever
- 2000 : Buried Country
- 2001 : My Mother India
- 2002 : Jabiru 0886: Trespass
- 2002 : Mimi
- 2004 : Flat
- 2004 : Beyond Sorry
- 2005 : Plains Empty
- 2005 : 5 Seasons
- 2006 : My Brother Vinnie
- 2008 : Keao
- 2008 : First Australians (série télévisée)
- 2009 : Samson and Delilah
- 2010 : Karlu Karlu: Devil's Marbles (téléfilm)
- 2010 : Art+Soul (série télévisée)
- 2011 : Stranded
- 2011 : Here I Am
- 2012 : The Oysterman
- 2012 : Les Saphirs (The Sapphires)
- 2012 : In the Air (court-métrage)
- 2013 : The Turning (segment Big World)
- 2013 : The Darkside
- 2014 : Words with Gods (en)
- 2015 : Septembers of Shiraz
- 2015 : Black Chook
- 2023 : Fast Charlie de Phillip Noyce

### Comme acteur
- 2011 : Bear : Ranger

## Distinctions
- Festival de Cannes 2009 : Caméra d'or pour Samson et Delilah
- Mostra de Venise 2017 : Prix spécial du jury pour Sweet Country